# Геннебек
Геннебек (нім. Gönnebek) — громада в Німеччині, розташована в землі Шлезвіг-Гольштейн. Входить до складу району Зегеберг. Складова частина об'єднання громад Борнгефед.
Площа — 14,87 км2. Населення становить 494 ос. (станом на 31 грудня 2020).